# زانة البيضاء
زانة البيضاء بلدة وبلدية تابعة لدائرة سريانة في ولاية باتنة بالجزائر.